# Деон Геммінгс
Деон Марі Геммінгс (англ. Deon Marie Hemmings; 9 жовтня 1968, Сент-Енн, Ямайка) — ямайська легкоатлетка. Олімпійська чемпіонка і дворазова срібна призерка Олімпійських ігор, чотириразова призерка чемпіонатів світу з легкої атлетики.
У 1996 та 2000 роках визнавалась спортсменкою року на Ямайці.

## Виступи на Олімпіадах
| Олімпіада      | Дисципліна               | Місце |
| -------------- | ------------------------ | ----- |
| Барселона 1992 | біг на 400 м з бар'єрами | 7     |
| Атланта 1996   | біг на 400 м з бар'єрами | 1     |
| Атланта 1996   | естафета 4×400 м         | 4     |
| Сідней 2000    | біг на 400 м з бар'єрами | 2     |
| Сідней 2000    | естафета 4×400 м         | 2     |